# 北海道道47号深川雨竜線
北海道道47号深川雨竜線（ほっかいどうどう47ごう ふかがわうりゅうせん）は、北海道深川市と雨竜郡雨竜町を結ぶ道道（主要地方道）である。

## 概要

### 路線データ
- 起点：北海道深川市3条8番（国道233号・北海道道284号深川停車場線交点）
- 終点：北海道雨竜郡雨竜町字洲本（国道275号交点）
- 総延長：13.483 km[1]
- 実延長：13.459 km[1]
- 重用延長：0.024 km[1]

## 歴史
- 1957年（昭和32年）7月25日 - 225号深川追分線として路線認定（終点付近は追分地区）[2]。
- 1982年（昭和57年）4月1日 - 路線名を深川雨竜線に変更[3]。
- 1993年（平成5年）5月11日 - 建設省から、道道深川雨竜線が深川雨竜線として主要地方道に指定される[4]。
- 1994年（平成6年）10月1日 - 路線番号を47号に変更[5]。

## 路線状況

### 重複区間
- 北海道道94号増毛稲田線：雨竜郡妹背牛町字妹背牛

### 道路施設
主な橋梁
- 雨竜橋（雨竜川）= 妹背牛町字妹背牛 - 雨竜町字洲本

## 地理

### 通過する自治体
- 空知総合振興局
  - 深川市
  - 雨竜郡
    - 妹背牛町
    - 雨竜町

### 交差する道路
深川市
- 国道233号 - 3条8番（起点）
- 北海道道284号深川停車場線 - 3条8番（起点）
- 北海道道281号深川多度志線 - 西町
- E62 深川留萌自動車道 深川西IC

妹背牛町
- 北海道道94号増毛稲田線 - 妹背牛（重複）
- 北海道道282号沼田妹背牛線 - 妹背牛
- 北海道道280号妹背牛停車場線 - 妹背牛

雨竜町
- 国道275号 - 字洲本（終点）

### 沿線にある施設など
深川市
- 北空知信用金庫西支店
- 北海道深川西高等学校
- 深川市立深川中学校

妹背牛町
- 北空知信用金庫妹背牛支店
- 北いぶき農業協同組合 妹背牛支所
- 妹背牛郵便局
- 妹背牛町立妹背牛小学校
- 石狩追分郵便局